# Frustration Magazine
Frustration magazine est un webzine d'opinion français créé en 2013, orienté à l'extreme gauche, et ayant le statut d'une association loi de 1901 à but non lucratif.

## Historique
Nicolas Framont, sociologue et agriculteur, et Benoît Braunstein, éditeur, en sont les co-rédacteurs en chef jusqu'en 2018. Le magazine est, durant cette période, une revue papier trimestrielle de 48 pages, distribuée en librairie de 2014 à 2018, puis un magazine de 56 pages, tiré à 10 000 exemplaires et distribué en kiosque de février 2017 à novembre 2018.
Depuis janvier 2019, Frustration est diffusée exclusivement sur son site web. Selim Derkaoui, journaliste, et Nicolas Framont en sont les co-rédacteurs en chef jusqu'en janvier 2022, où Selim Derkaoui quitte le collectif.
Le comité de rédaction intègre en 2020 l'économiste Guillaume Etiévant. Le comité de rédaction est composé de 6 membres chargés de la rédaction, de la relecture et de la gestion quotidienne du magazine en ligne. Le site compte en plus des contributeurs ponctuels. Les financements proviennent des dons des lecteurs et des abonnements de soutien des abonnés.
En 2020, Selim Derkaoui et Nicolas Framont publient, à partir de leurs travaux au sein de Frustration, l'essai La guerre des mots. Combattre le discours politico-médiatique de la bourgeoisie,,, aux éditions du Passager Clandestin. La préface est réalisée par Michel Pinçon et Monique Pinçon-Charlot. Les illustrations sont réalisées par Antoine Glorieux.

## Ligne éditoriale
Marqué à gauche, Frustration magazine documente les mécanismes de la lutte des classes, du racisme systémique et de la domination masculine. Le magazine prône une société sans classes, notamment basée sur la socialisation de l’économie, sa prise en main démocratique, la fin du colonialisme et de ses restes idéologiques, et la destruction du patriarcat.

## Publications
- 2023 : Ce qu'il nous faut c'est une bonne révolution  (ISBN 978-2-272-44716-5)
- 2024 : Et maintenant, on fait quoi ?  (ISBN 979-10-20924-60-5)
- 2025 : Comment tenir ?  (ISBN 979-10-20923-06-6)